# Adam Ossowski
Adam Ossowski (ur. 29 listopada 1957 w Lublińcu, zm. 17 stycznia 2021) – polski piłkarz, występujący na pozycji  pomocnika.

## Życiorys
Wychowanek Sparty Lubliniec. W tym klubie w 1975 roku rozpoczynał seniorską karierę. Przed rundą wiosenną sezonu 1980/1981 przeszedł do Górnika Zabrze. W I lidze zadebiutował 15 marca w wygranym 1:0 spotkaniu ze Śląskiem Wrocław. W zabrzańskim klubie pełnił przeważnie funkcję rezerwowego. Z Górnikiem zdobył mistrzostwo Polski w sezonach 1984/1985 i 1985/1986, ponadto w barwach tego klubu wystąpił w 81 meczach I ligi. W 1985 roku doznał poważnej kontuzji. Wystąpił w finale Pucharu Polski w 1986 roku z GKS Katowice, gdzie po 20 minutach – również z powodu kontuzji – zakończył grę. W sezonie 1986/1987 nie grał w piłkę nożną. W sezonie 1987/1988 był piłkarzem drugoligowego Igloopolu Dębica, po czym wyjechał do Niemiec, grając w klubach niższych lig. Karierę piłkarską zakończył w 1995 roku.

## Statystyki ligowe
| Sezon         | Klub          | Liga   | Mecze | Gole |
| ------------- | ------------- | ------ | ----- | ---- |
| 1980/1981 (w) | Górnik Zabrze | I liga | 12    | 0    |
| 1981/1982     | Górnik Zabrze | I liga | 13    | 0    |
| 1982/1983     | Górnik Zabrze | I liga | 20    | 0    |
| 1983/1984     | Górnik Zabrze | I liga | 12    | 0    |
| 1984/1985     | Górnik Zabrze | I liga | 16    | 0    |
| 1985/1986     | Górnik Zabrze | I liga | 8     | 0    |